# Ligonde
Ligonde, en galicien et en espagnol, est une localité de la parroquia de Santiago de Ligonde dans le municipio de Monterroso, comarque de Ulloa, province de Lugo, communauté autonome de Galice, au nord-ouest de l'Espagne.
Cette localité est traversée par le Camino francés du Pèlerinage de Saint-Jacques-de-Compostelle.

## Patrimoine et culture

### Pèlerinage de Compostelle
Par le Camino francés du Pèlerinage de Saint-Jacques-de-Compostelle, le chemin vient de la localité de Os Lameiros (ou Lameiros), dans le municipio de Monterroso.
La prochaine halte est la localité de Airexe (ou Eirexe) , dans le même municipio de Monterroso.

## Sources et références
- (de) Cet article est partiellement ou en totalité issu de l’article de Wikipédia en allemand intitulé « Ligonde » (voir la liste des auteurs).
- (fr) Grégoire, J.-Y. & Laborde-Balen, L. , « Le Chemin de Saint-Jacques en Espagne - De Saint-Jean-Pied-de-Port à Compostelle - Guide pratique du pèlerin », Rando Éditions, mars 2006,  (ISBN 2-84182-224-9)
- (fr)« Camino de Santiago St-Jean-Pied-de-Port - Santiago de Compostela », Michelin et Cie, Manufacture Française des Pneumatiques Michelin, Paris, 2009,  (ISBN 978-2-06-714805-5)
- (fr)« Le Chemin de Saint-Jacques Carte Routière », Junta de Castilla y León, Editorial